# Leonid Kolumbet
Leonid Fiódorovich Kolumbet –en ruso, Леонид Фёдорович Колумбет– (Gorenichi, 14 de octubre de 1937–Kiev, 2 de mayo de 1983) fue un deportista soviético de origen ucraniano que compitió en ciclismo en la modalidad de pista, especialista en la prueba de persecución por equipos.
Participó en dos Juegos Olímpicos de Verano, en la disciplina de persecución por equipos, obteniendo una medalla de bronce en Roma 1960 (junto con Stanislav Moskvin, Viktor Romanov y Arnold Belgardt) y el quinto lugar en Tokio 1964.
Ganó tres medallas en el Campeonato Mundial de Ciclismo en Pista entre los años 1962 y 1964.

## Medallero internacional
| Juegos Olímpicos   | Juegos Olímpicos   | Juegos Olímpicos  | Juegos Olímpicos            |
| Año                | Lugar              | Medalla           | Competición                 |
| ------------------ | ------------------ | ----------------- | --------------------------- |
| 1960               | Roma ( Italia)     | Medalla de bronce | Persecución por equipos     |
| Campeonato Mundial |                    |                   |                             |
| Año                | Lugar              | Medalla           | Competición                 |
| 1962               | Milán ( Italia)    | Medalla de bronce | Persecución por equipos (A) |
| 1963               | Rocourt ( Bélgica) | Medalla de oro    | Persecución por equipos (A) |
| 1964               | París ( Francia)   | Medalla de bronce | Persecución por equipos (A) |